# Annie Campbell-Orde
Annie Campbell-Orde (5 de octubre de 1995) es una deportista británica que compite en remo.
Participó en los Juegos Olímpicos de París 2024, obteniendo una medalla de bronce en la prueba de ocho con timonel.
Ganó dos medallas de plata en el Campeonato Europeo de Remo, en los años 2023 y 2024, ambas en la prueba de ocho con timonel.

## Palmarés internacional
| Juegos Olímpicos   | Juegos Olímpicos | Juegos Olímpicos  | Juegos Olímpicos |
| Año                | Lugar            | Medalla           | Prueba           |
| ------------------ | ---------------- | ----------------- | ---------------- |
| 2024               | París (Francia)  | Medalla de bronce | Ocho con timonel |
| Campeonato Europeo |                  |                   |                  |
| Año                | Lugar            | Medalla           | Prueba           |
| 2023               | Bled (Eslovenia) | Medalla de plata  | Ocho con timonel |
| 2024               | Szeged (Hungría) | Medalla de plata  | Ocho con timonel |